# Voo LaMia 2933
Voo 2933 da LaMia faz referência a um acidente aéreo ocorrido com uma operação charter operada pela companhia boliviana LaMia, com a identificação LMI2933, a serviço do clube brasileiro Associação Chapecoense de Futebol, originário de Santa Cruz de la Sierra, Bolívia, com destino ao Aeroporto Internacional José María Córdova, em Rionegro, Colômbia. 
Na noite de 28 de novembro de 2016, às 21h58, no horário local da Colômbia (29 de novembro de 2016, 2h58 UTC), a aeronave que realizava o voo caiu perto do local chamado Cerro El Gordo, quando fazia o procedimento de aproximação.
O avião levava 77 pessoas a bordo, tendo por passageiros atletas, equipe técnica e diretoria do time brasileiro, jornalistas e convidados, que iriam a Medellín, onde o clube disputaria a primeira partida da Final da Copa Sul-Americana, contra o Atlético Nacional. Entre passageiros e tripulantes, setenta e uma pessoas morreram na queda e seis foram resgatadas com vida.
Do total de mortos, vinte eram jornalistas brasileiros, nove dirigentes, incluindo o presidente do clube, dois convidados, quatorze da comissão técnica, incluindo o treinador e o médico da equipe, dezenove jogadores e sete tripulantes. Sobreviveram quatro passageiros e dois tripulantes. Pelo número de vítimas, a tragédia é a maior da história com uma delegação esportiva e a maior do jornalismo brasileiro.

## Aeronave
O modelo envolvido no acidente era um British Aerospace 146 (Avro RJ85), com registro CP-2933. Com 28,55 metros de comprimento, 26,4 metros de envergadura e 8,61 metros de altura, é equipado com quatro motores Honeywell LF 507. Sua autonomia é de três mil quilômetros, com capacidade para até 112 passageiros e nove tripulantes.
O avião recebeu do fabricante o número de série (MSN) E2348 e teve seu primeiro voo em 26 de março de 1999, contando, portanto, com dezessete anos e sete meses de atividade. Em 30 de março de 1999 foi liberada para a Mesaba Airlines, dos Estados Unidos; em 18 de setembro de 2007 passou a ser operada pela companhia de voos domésticos irlandesa CityJet; finalmente, em 16 de outubro de 2013, teve pela primeira vez seu registro pela LaMia. A empresa mudou o registro mais duas vezes: em setembro de 2014 e em janeiro do ano seguinte.

## Operadora LaMia
A LaMia (Línea Aérea Merideña Internacional de Aviación) foi fundada em 16 de agosto de 2010, com uma cota inicial do governo do estado venezuelano de Mérida, de cinco milhões de dólares. A empresa, que tivera seu registro suspenso depois do acidente fatal em Medelin, era comandada pelo economista e empresário venezuelano Ricardo Albacete e estava adquirindo três aeronaves Avro-RJ85, incluindo a acidentada (única que estava em operação na época do acidente). Albacete, antes de ter ingressado no ramo de transporte aéreo, já tinha empresas nos setores metalúrgico (Gurimetal) e petrolífero (Alba Energy) e já havia respondido a um processo na Corte Suprema da Venezuela por uma suposta fraude, com uso de um mandato falso e apropriação indébita.
Albacete tinha um amigo chinês, Sam Pa, que se apresentava como um milionário de Pequim, interessado em investimentos internacionais. No entanto, as promessas de investimento de Sam Pa na companhia não se realizaram, tendo sido desativada em setembro de 2011, depois que o "investidor" chinês foi preso em seu país. Dois anos depois, Albacete reativou a companhia com outro nome, Línea Aérea Margarita, em uma manobra que lhe permitiu manter os mesmos logotipos e distintivos internacionais, anunciando voos para várias cidades do mundo, inclusive Miami e Boston. Ele adquiriu, então, os três aviões que estavam estacionados no aeroporto de Norwich, no Reino Unido.
A empresa reestruturada recomeçou as atividades oferecendo preços muito abaixo da concorrência, até 40% mais em conta. Rapidamente especializou-se em transportar equipes de futebol por todo o continente. Em uma entrevista a um jornal espanhol depois do acidente em Medelin, e ante uma confusa situação em que a LaMia tinha registro não só na Venezuela, mas também na Bolívia, Albacete declarou que não era acionista nem empregado dessa outra empresa boliviana, mas sim da LaMia da Venezuela, e que eram eles (da LaMia da Venezuela) quem arrendavam seus aviões à empresa boliviana. Entretanto, a LaMia boliviana foi criada pelo próprio Albacete em janeiro de 2015, em sociedade com Miguel Quiroga, piloto que era o comandante da aeronave acidentada.

## Acidente
O time brasileiro da Associação Chapecoense de Futebol viajava no dia 28 de novembro de 2016 para o jogo de ida da final da Copa Sul-Americana de 2016, contra o Atlético Nacional em Medellín, na Colômbia, que seria realizado dois dias depois. Ainda no Brasil, a equipe tentou, a princípio, fazer o voo saindo do aeroporto de Guarulhos direto para Medellín. O pedido foi indeferido pela ANAC de acordo com a legislação vigente, com base no Código Brasileiro de Aeronáutica e na Convenção de Chicago, que permitem operação  apenas de empresas sediadas na origem ou no destino.
O trajeto foi feito, desse modo, em duas etapas: um voo comercial pela companhia aérea boliviana BoA partindo de Guarulhos às 15h15, no horário de Brasília, e chegando a Santa Cruz de la Sierra, na Bolívia três horas depois, e o trecho final realizado em um voo fretado pela empresa LaMia. Integrariam a comitiva do time o prefeito de Chapecó, Luciano Buligon, que não embarcou junto com a comitiva, e dois responsáveis pela logística do clube já se achavam na Colômbia, aguardando a chegada do voo.
Por volta das 22h, no horário local da Colômbia, o piloto relatou à torre de controle que o avião apresentava problemas elétricos e declarou situação de emergência, quando voava entre os municípios de La Ceja e La Unión. O contato entre a torre de controle e a tripulação foi perdido às 22h15, entre as cidades de La Ceja e Abejorral. Pouco depois, o avião caiu ao se aproximar do Aeroporto José Maria Córdova, em Rionegro, arredores de Medellín, em um monte chamado Cerro El Gordo, de 2 600 m de altitude msl. Em pouco tempo, as autoridades identificaram o local da queda. Helicópteros foram inicialmente incapazes de chegar aos destroços devido à névoa densa, e o acesso dos socorristas da Força Aérea da Colômbia teve que ser por terra.
A princípio, fora divulgado que havia 81 pessoas a bordo; contudo, verificou-se que a contagem inicial incluía quatro passageiros que deixaram de viajar na última hora.
A comissária de bordo Ximena Suárez, sobrevivente ao acidente, declarou que, pouco antes da queda, as luzes da aeronave se apagaram de repente, e então entre quarenta ou cinquenta segundos depois caiu. O técnico de voo sobrevivente, Erwin Tumiri, disse dois dias depois do acidente que somente conseguiu ficar vivo porque seguiu todos os protocolos para tal ocasião: ficara em posição fetal, com malas entre as pernas; segundo ele, ocorreu um pânico total no interior da aeronave, com gritaria e pessoas saindo de seus assentos. Entretanto, alguns dias depois, Erwin desmentiu essas informações em entrevista dada à rede de rádio Bluradio de Bogotá, afirmando que até o exato momento do impacto, nenhum passageiro sabia que havia uma situação de emergência, sem qualquer aviso da tripulação, e que todos estavam apenas preparados para a aterrissagem que havia sido anunciada. Afirmou que tudo foi muito rápido, a sensação de descida, depois as luzes se apagaram, acendendo-se as de emergência e em seguida o impacto e que não houve tempo para nada, nem havia ninguém em pânico no momento do impacto.

### Sobreviventes
O primeiro passageiro a ser resgatado e chegar ao hospital de La Ceja foi o lateral Alan Ruschel, um dos jogadores a bordo da aeronave. Mais tarde, foram encontrados com vida o goleiro Jakson Follmann, o jogador Neto, a comissária Ximena Suárez, o jornalista Rafael Henzel, e o técnico de voo Erwin Tumiri.
Apesar de em melhor estado de saúde que os demais, os dois tripulantes bolivianos que sobreviveram não puderam retornar ao seu país no dia 1.º de dezembro, quando aquele país enviou uma aeronave para o traslado dos corpos daquela nacionalidade, por não terem sido liberados pelos médicos.

### Vítimas fatais e traslado

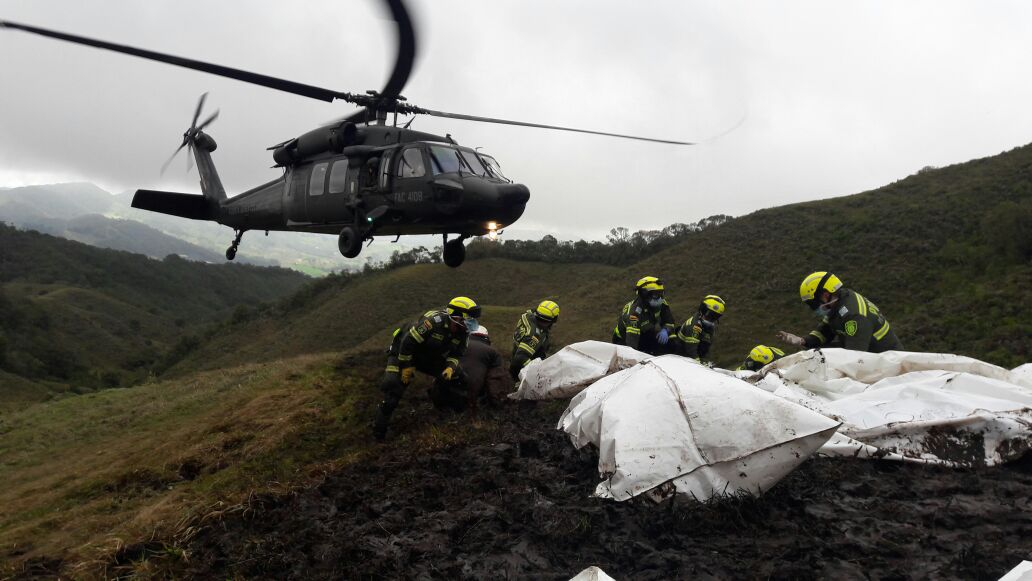
Helicóptero colombiano resgata corpos na área rural de La Unión

Das vítimas fatais, entre passageiros e tripulantes, uma era paraguaia, outra venezuelana, cinco eram bolivianas e o restante era de brasileiros. Já no dia primeiro de dezembro a Bolívia enviou uma aeronave Hércules para efetuar o traslado dos mortos daquela nacionalidade, ao tempo em que levara à Colômbia familiares deles.
No mesmo dia, Carlos Valdés, diretor do Instituto Médico Legal de Medellín, declarou que todas as 71 vítimas fatais haviam sido identificadas. Ele também informou que a causa da morte da maioria delas foi grave lesão em ossos e vísceras, provocada pela queda. Ainda naquele dia, o corpo de Gustavo Encina, tripulante paraguaio, seguiu para seu país num voo comercial. Quatro empresas funerárias de Medellín trabalharam para o preparo dos corpos às condições de transporte.
Na sexta, 2 de dezembro, foi feito o traslado do cidadão venezuelano, também tripulante, também em voo comercial, partindo às 8h. Uma hora mais tarde, partiu o Hércules boliviano. Catorze dos jornalistas brasileiros partiram nessa data, em voos privados; 35 carros funerários efetuaram o transporte dos corpos de Medellín até a cidade de Rionegro.
Duas aeronaves Hércules da Força Aérea Brasileira foram até Medellín buscar os demais corpos, saindo de lá em 2 de dezembro, entre 16h15 e 17h05. Os aviões fizeram escala em Manaus e partiram às 2h do dia seguinte, horário local, chegando em Chapecó por volta das 9h30. Os corpos foram levados para um velório coletivo na Arena Condá.
Algumas das vítimas foram veladas e sepultadas em outras cidades, como jornalistas e o presidente da Federação Catarinense de Futebol.

## Avaliação inicial das causas
Em comunicado oficial, o Aeroporto Internacional José María Córdova informou:
O Comitê de Operações de Emergência e a gerência do Aeroporto José Maria Córdova informa que às 22h uma aeronave (...) se declarou em estado de emergência, entre os municípios de La Ceija e La Unión. A aeronave reportou pane elétrica, segundo informado à torre de controle de Aeronáutica Civil.
Em um primeiro momento surgiram várias hipóteses sobre as causas da queda da aeronave, pois não havia ainda mais detalhes da comunicação entre a tripulação e a torre de controle do aeroporto. A imprensa colombiana especulou que a causa poderia ter sido uma falta de combustível, depois de um suposto alijamento deste, realizado pelo piloto ao perceber problemas técnicos na aeronave. A Direção da Aeronáutica Civil da Colômbia afirmou também que o aeroporto em Rio Negro operava normalmente, apesar das condições climáticas, com chuva e neblina, e que a aeronave poderia ter apresentado uma pane elétrica. Passadas algumas horas do acidente, e com as informações então disponíveis, especialistas analisaram vários fatores que poderiam ter causado a queda, inclusive a hipótese de que o piloto tivesse realmente alijado combustível antes de tentar um pouso forçado. Outro dado que chamou a atenção dos analistas foi que, segundo o fabricante da aeronave, a autonomia de voo era de 2 965 km (à velocidade de cruzeiro de 720 km/h), e a distância a ser percorrida era de 2 975 km, o que reforçou a suspeita de que teria ocorrido falta de combustível. O presidente do Sindicato Nacional dos Aeronautas do Brasil, Rodrigo Spader afirmou que o ideal seria ter havido uma escala para reabastecimento, considerando ainda que um vento contrário durante o trajeto causaria um aumento do consumo de combustível. Tanto ele, como o ex-comandante de aviação comercial e professor de ciências aeronáuticas da Pontifícia Universidade Católica do Rio Grande do Sul Cláudio Scherer concordaram que não poderia ter havido alijamento de combustível, que só é feito em aviões de maior porte a fim de aliviar o peso para um pouso estável, e que os modelos BAe 146 não são equipados com o sistema que realiza tal operação. Também foi relevante a revelação feita de que a torre de controle do aeroporto dera prioridade de pouso a outra aeronave, antes do LaMia. Um outro fator avaliado nas investigações foi o estado de vigilância dos pilotos. Segundo Spader, o cansaço é uma causa direta em vinte por cento dos acidentes registrados. As caixas-pretas foram encontradas na tarde do dia 29, em perfeito estado.

### Plano de voo
No dia do acidente, um despachante da LaMia apresentou à funcionária da Administração de Aeroportos e Serviços Auxiliares de Navegação Aérea (AASANA), Celia Castedo Monasterio, o plano de voo da aeronave; segundo o depoimento da funcionária às autoridades bolivianas, ela teria alertado ao despachante que o plano estava errado, pois trazia os valores de tempo de voo e autonomia de combustível idênticos, o que não daria a margem obrigatória (ambos davam quatro horas e vinte e dois minutos), e que não havia um plano alternativo.
Celia teria advertido o despachante, que também morreu no acidente, mas este insistiu dizendo que estavam capacitados a realizar a viagem assim mesmo. Especialistas em aviação qualificaram o plano de voo como "absurdo". Na primeira semana de dezembro, logo depois do acidente, ela asilou-se no Brasil, alegando estar sendo ameaçada de morte em seu país. Segundo suas declarações, ela recebeu o documento e fez cinco anotações antes de devolvê-lo, entre elas, que a quantidade de combustível na aeronave não tinha a margem de segurança necessária para cumprir toda a rota sem reabastecimento. Afirmou também que sua função era apenas verificar alguma irregularidade no plano de voo, mas não tinha autoridade para impedir a decolagem.

### Diálogo com a torre de controle
Na quarta-feira (30 de novembro), a gravação entre o piloto da aeronave e a controladora de voo, Yaneth Molina, foi divulgada; nela o piloto Miguel Quiroga solicita prioridade de aproximação pois enfrentava "problemas de combustível"; a controladora pede que confirme e ele responde que sim, ela então lhe diz que dentro de sete minutos lhe daria a confirmação pois já havia outra aeronave antes dele; Quiroga então insiste estar numa emergência motivada por combustível, mas a controladora se dirige para outro avião, o Avianca 9356 para que se aproxime e dialoga com o outro piloto.
Após a interrupção o piloto da LaMia volta a pedir a descida imediatamente; a torre informa que há tráfego abaixo dele e pede que efetue um desvio à direita; Quiroga pede-lhe que seja "incorporado a outro vetor" e a controladora volta a falar do tráfego à frente dele e pede que continue a aproximação, perguntando-lhe se deseja alguma assistência na pista, ao que Quiroga retruca que confirmaria a assistência "na pista" e emenda: "Senhorita, LaMia 2933 está em falha total, sem combustível”.
A controladora diz que a pista está livre, esperando chuva e que os bombeiros estão alertas; Quiroga revela o desespero em que se encontrava: "Vetores, senhora! Vetores!”; a controladora diz que o perdeu no radar e que ele indicasse o rumo, ao que ele diz, repetindo, ser "rumo 3,6,0"; a controladora diz que ele está a 8,2 milhas da pista. Quiroga diz a última palavra do contato: "Jesus!" e outras vozes surgem na torre de controle, dizendo que "não responde" e uma última pergunta encerra a gravação: "Qual a sua altitude agora?".

## Investigação
Além das autoridades aeronáuticas colombianas responsáveis pela apuração das causas do sinistro, também técnicos britânicos da fabricante do avião se dirigiram àquele país para auxiliar nas investigações sobre a queda, bem como representantes bolivianos, país de origem do voo. Na terça-feira (dia 29) seguiram para Medellín técnicos brasileiros do Centro de Investigação e Prevenção de Acidentes Aeronáuticos (Cenipa), convidados pelo órgão local de apuração, a Aeronáutica Civil da Colômbia, além de Policiais federais brasileiros.
No dia 1.º de dezembro Freddy Bonilla, secretário de segurança aérea da entidade responsável pela aviação civil colombiana, declarou que "Quando chegamos ao local do acidente e pudemos inspecionar os destroços, confirmamos que a aeronave não tinha combustível no momento do impacto" concluindo: "Uma das teorias que estamos trabalhando é que por não termos encontrado combustível no local da colisão ou nos tubos de alimentação, a aeronave sofreu queda por falta de combustível". Bonilla dissera também que a autorização do voo previa que a aeronave deveria ter partido de Cobija, cidade boliviana muito mais ao norte do que aquela de onde partiu de fato, Santa Cruz de la Sierra.
No curso das investigações, a promotoria responsável pelo caso prendeu provisoriamente na Bolívia, em 6 de dezembro, Gustavo Vargas, diretor-geral da LaMia. Mais dois funcionários da empresa (uma secretária e um mecânico) prestaram depoimentos e foram liberados. Foram recolhidos também vários documentos nos escritórios da companhia, pela Direção Geral de Aeronáutica Civil da Bolívia (DGAC). No dia seguinte, foram confiscadas as duas outras aeronaves da LaMia, do mesmo modelo, para investigações e para ficarem à disposição da Justiça em um eventual uso no pagamento de indenizações. Havia inclusive uma dívida da LaMia para com a Força Aérea Brasileira, equivalente a 48,2 mil dólares, de serviços de manutenção prestados em 2014. Segundo a promotoria, entre os crimes investigados no processo, estão: abandono do dever, abuso de influência, homicídio e lesões gravíssimas.
As caixas-pretas, encontradas no dia seguinte ao acidente, foram enviadas para Farnborough, na Inglaterra, sede da BAE Systems, fabricante da aeronave. A equipe de especialistas participantes da análise dos registradores é formada por um investigador do Grupo de Investigação de Acidentes e Incidentes Aéreos da Colômbia (GRIAA), um investigador da DGAC, um investigador do Conselho Nacional de Segurança em Transportes dos Estados Unidos (NTSB) (porque equipamentos importantes da aeronave, entre eles os motores, são produzidos nos Estados Unidos), e um investigador da Agência de Investigação de Acidentes Aéreos do Reino Unido (AAIB), porque o avião foi produzido na Inglaterra. O Centro de Investigação e Prevenção de Acidentes Aeronáuticos, do Brasil (CENIPA), decidiu não participar da equipe, aguardando os resultados, compartilhados com todos os órgãos nacionais envolvidos. No entanto, a FAB enviou para a Colômbia dois representantes, sendo um especialista em investigações de acidentes aéreos do CENIPA, e um psicólogo para avaliar os fatores humanos envolvidos no acidente, bem como acompanhar a recuperação dos brasileiros sobreviventes. Segundo as normas internacionais, o país que tem seus cidadãos vítimas fatais ou feridos seriamente em acidentes aéreos, pode solicitar formalmente junto ao país que conduz as investigações, a participação de um especialista, com as seguintes prerrogativas no processo: visitar o local do acidente, ter acesso às informações relevantes, participar da identificação das vítimas, auxiliar nos esclarecimentos prestados pelos sobreviventes e receber uma cópia do Relatório Final.
Em novembro de 2017, os procuradores do Ministério Público do Estado de Santa Catarina (MP-SC) divulgaram que haviam encontrado indícios de que a empresa LaMia não pertencia aos donos informados às autoridades, que seriam o piloto Miguel Quiroga e Marco Antonio Rocha. Este último estaria foragido e o piloto morreu no acidente. O MP-SC encontrou no contrato de fretamento da aeronave pela Chapecoense, o nome de Loredana Albacete, que aparece no contrato como proprietária. Loredana é filha do político venezuelano Ricardo Albacete, que seria, segundo o MP-SC, o verdadeiro dono do avião.
Em setembro de 2019 foram divulgados alguns e-mails trocados entre Loredana Albacete e Simon Kaye, um corretor de seguros da seguradora AON, empresa contratada para gerenciar o seguro da aeronave. As mensagens deixavam claro que tanto a LaMia quanto a seguradora sabiam das restrições às operações da empresa boliviana, inclusive a proibição de voos fretados sobrevoarem o espaço aéreo colombiano, por razões de segurança envolvendo possíveis ataques de grupos guerrilheiros. As negociações relatadas nos e-mails demonstram que a LaMia tentava convencer a seguradora a aceitar o contrato pois contava com vários voos futuros com aquela aeronave, para clientes "com alto potencial para a LaMia, que lidam com todos os times de futebol e a temporada está começando", segundo Loredana, referindo-se à Off Side Logística, com sede no Rio de Janeiro, intermediadora das negociações com a Chapecoense. Segundo se apurou, a AON, responsável pela cobertura das indenizações às famílias dos mortos no acidente, se recusou a pagar as apólices sob a alegação que a aeronave não poderia sobrevoar o espaço aéreo colombiano.

### Relatórios técnicos
Em 26 de dezembro de 2016, 28 dias depois do acidente, a Aerocivil, Unidade Administrativa Especial de Aeronáutica Civil da Colômbia, apresentou o relatório preliminar. De acordo com o relatório, não foi identificada uma falha técnica que tivesse causado ou contribuído para o acidente, nem apresentou ato de sabotagem ou tentativa de suicídio. As evidências revelam que a aeronave sofreu falta total de combustível (pane seca). A aeronave ficou totalmente destruída e os danos subsequentes indicaram que não houve possibilidade mínima de sobrevivência da maioria dos passageiros e tripulantes e nem incêndio. A Aerocivil afirmou que as investigações iriam continuar até abril de 2017, quando apresentaria o relatório final, considerando esta análise preliminar, bem como os aspectos de organização, vigilância e supervisão operacional, planificação do combustível, tomada de decisões e sobrevivência.
O Grupo de Investigacão de Acidentes da Aeronáutica Civil da Colombia entregou o relatório final em 27 de abril de 2018, concluindo que a LaMia planejou o voo como charter, sem escalas entre Santa Cruz e Rionegro e sem a quantidade mínima de combustível para a rota, como determinado pelos padrões internacionais. O déficit de combustível era de 2 303 kg e tanto a empresa como a tripulação, conhecedores do fato, não planejaram escala ao longo da rota para reabastecimento, como em Bogotá ou outro aeroporto. Ainda segundo o relatório, a LaMia apresentava deficiências organizacionais, situação econômica deficitária e problemas na gestão de segurança operacional. Isso levou a tripulação a tomadas de decisão inadequadas, pois "continuava fixando em continuar o voo com uma quantidade extremamente limitada de combustível". Os comunicados de "prioridade” e “emergência” por parte da tripulação foram tardios, quando era já iminente o esgotamento total do combustível e essa conduta provocou um atraso na aproximação do avião à pista de Rionegro. Cerca de quarenta minutos antes da queda, a aeronave já emitia alertas visuais e sonoros de situação de emergência, mas a tripulação ignorou os avisos e não tomou as medidas protocolares de comunicação com os controladores de voo. Ainda segundo os investigadores, essa conduta era frequente por parte da empresa, não fazendo um planejamento conforme as normas para voos longos e internacionais.

### Comissão Parlamentar de Inquérito
Em 2019, foi instalada uma Comissão Parlamentar de Inquérito no Senado Federal do Brasil com o objetivo de apontar responsabilidades para a indenização às famílias das vítimas. O relatório final da CPI foi apresentado em 18 de maio de 2022, e aprovado dois meses depois. Responsabilizou cinco empresas pelo acidente: LaMia, Bisa Seguros, Tokio Marine, Aon UK e Grupo Estratégica, que estariam envolvidas em uma fraude na emissão da apólice de seguro contratada pela LaMia. Ainda segundo o relatório, as normas e protocolos para transporte aéreo de passageiros nas competições esportivas devem ser revistos pelos órgãos reguladores. Foram apresentados quatro projetos de lei alterando o Código Civil quanto às normas para seguros privados e o Código Brasileiro de Aeronáutica, no que se refere à responsabilidade de seguradoras e transportadoras.

## Passageiros e tripulação

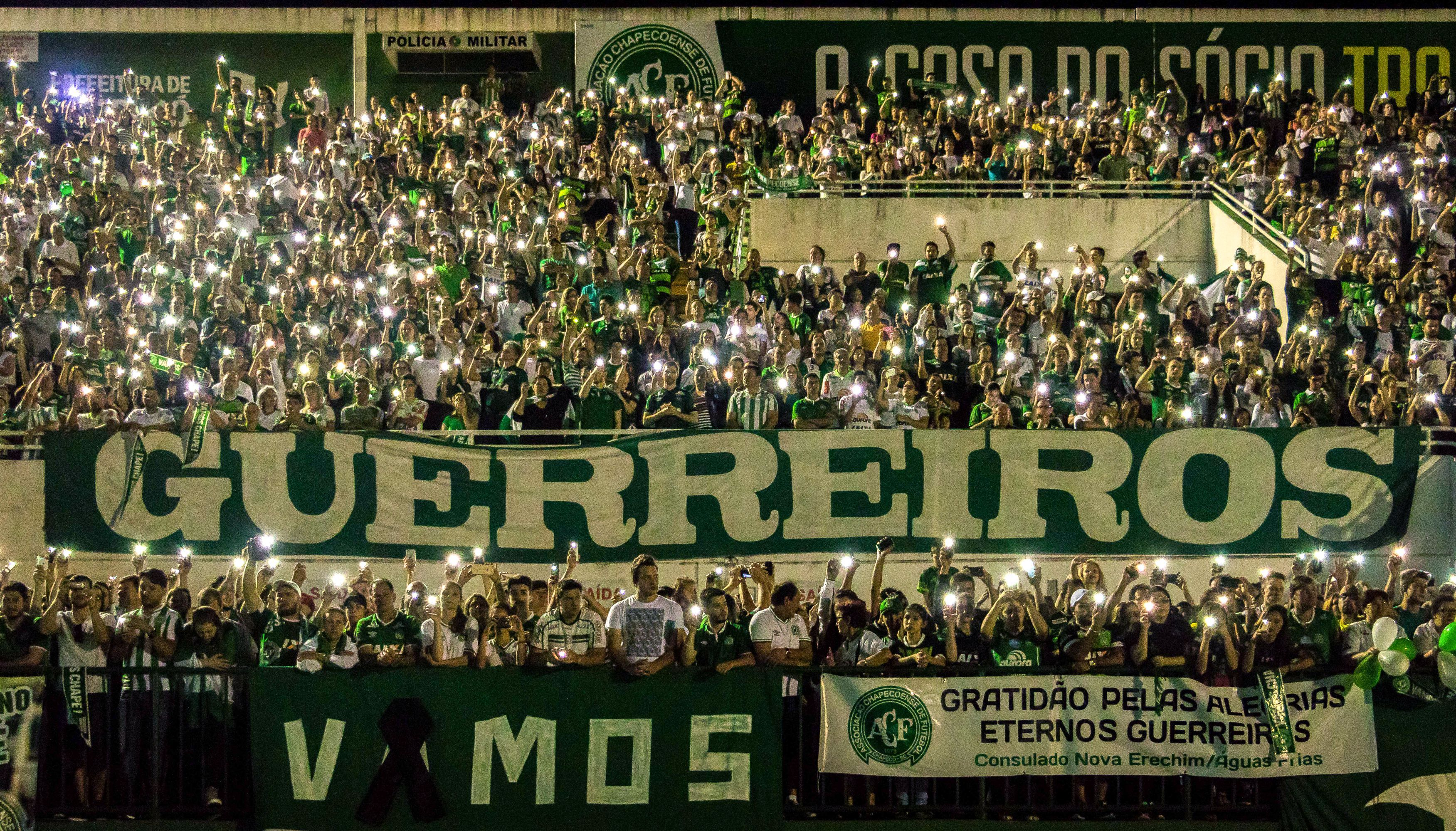
Tributo às vítimas do Voo 2933, na Arena Condá.

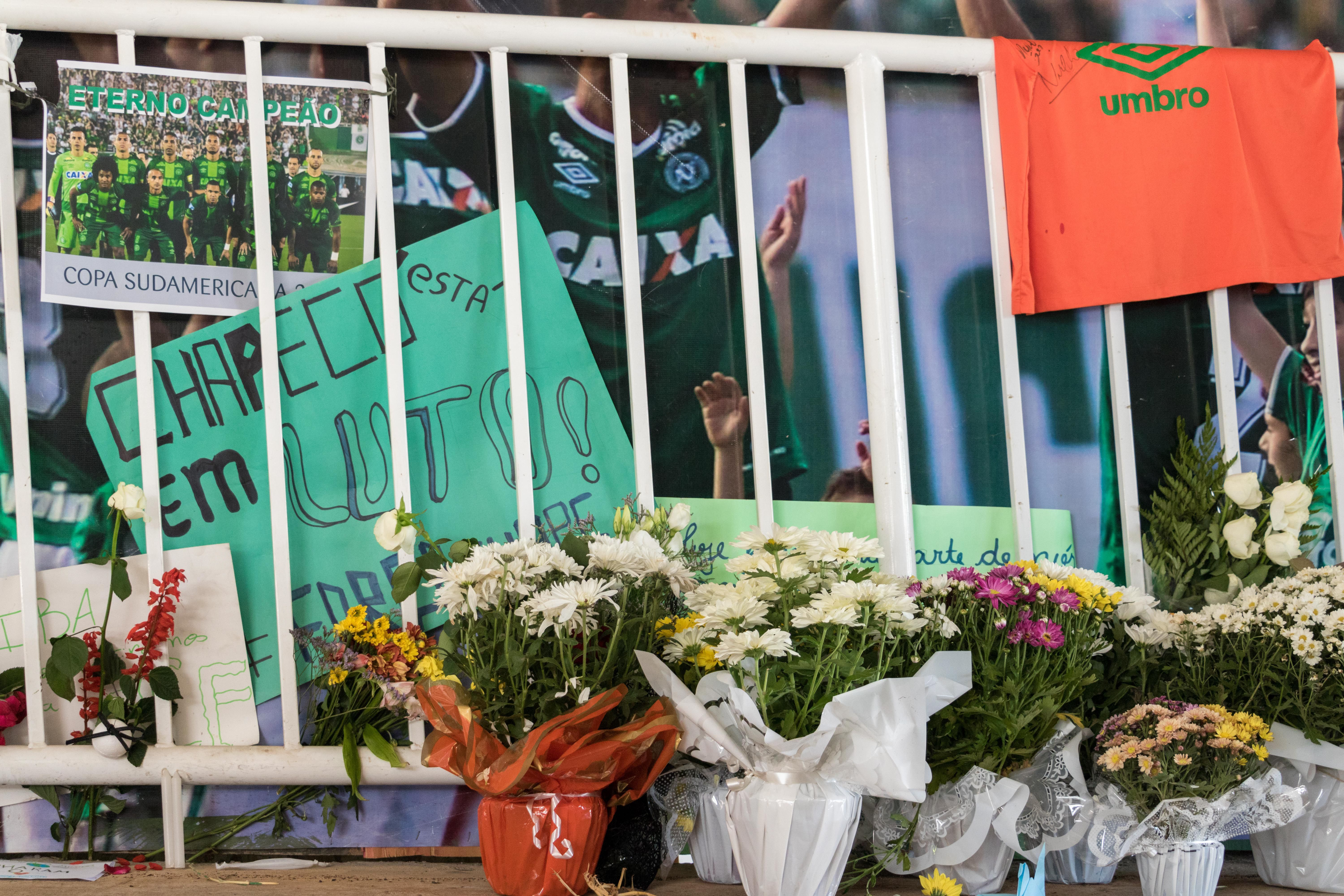
Vigília em Chapecó, Santa Catarina.

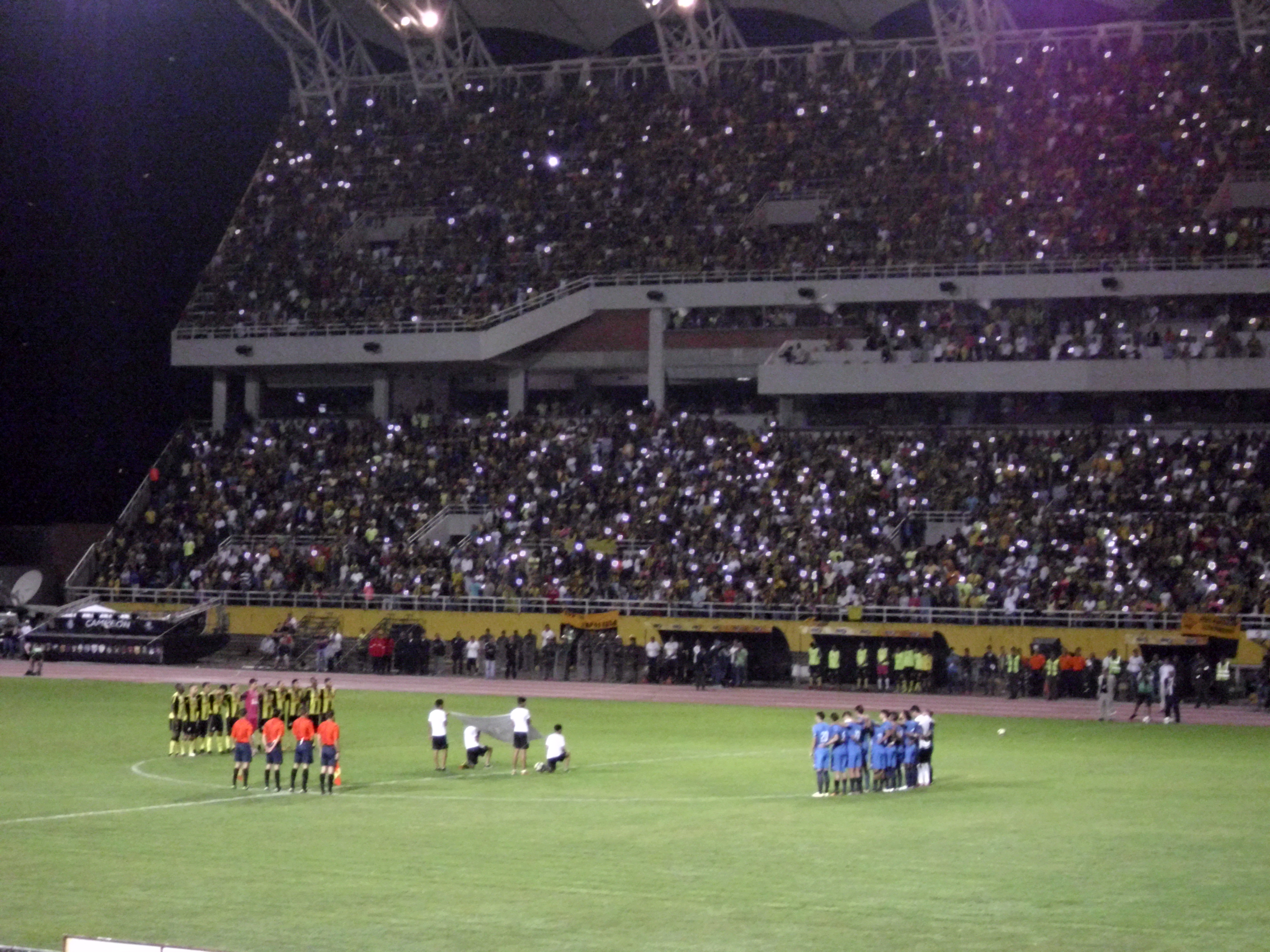
Minuto de silêncio pelos mortos do Voo 2933, no Estádio Polideportivo de Pueblo Nuevo, San Cristóbal, Venezuela.

A relação dos passageiros e tripulantes do voo foi divulgada horas depois de constatado o acidente.
|               | Mortos | Sobrev. | Total | Notas      |
| ------------- | ------ | ------- | ----- | ---------- |
| Jogadores     | 19     | 3       | 22    | [ nota 2 ] |
| Comissão téc. | 14     | 0       | 14    | [ nota 3 ] |
| Dirigentes    | 9      | 0       | 9     | [ nota 4 ] |
| Jornalistas   | 20     | 1       | 21    | [ nota 5 ] |
| Convidados    | 2      | 0       | 2     | [ nota 6 ] |
| Tripulantes   | 7      | 2       | 9     |            |
| Total         | 71     | 6       | 77    |            |

Fonte: Portal G1 – Mundo
Legenda: sobreviventes

### Delegação da Chapecoense

#### Jogadores
- Ailton Cesar Junior Alves da Silva (Canela)
- Alan Ruschel
- Ananias Elói Castro Monteiro
- Arthur Brasiliano Maia
- Bruno Rangel
- Cléber Santana
- Danilo Padilha
- Dener Assunção Braz
- Everton Kempes dos Santos Gonçalves
- Filipe José Machado
- Guilherme Gimenez de Souza
- Hélio Hermito Zampier Neto
- Jakson Follmann
- José Gildeixon Clemente de Paiva (Gil)
- Josimar Rosado da Silva Tavares
- Lucas Gomes da Silva
- Marcelo Augusto Mathias da Silva
- Mateus Lucena dos Santos (Mateus Caramelo)
- Matheus Bitencourt da Silva (Matheus Biteco)
- Sergio Manoel Barbosa Santos
- Tiago da Rocha (Thiaguinho)
- Willian Thiego de Jesus

#### Comissão técnica

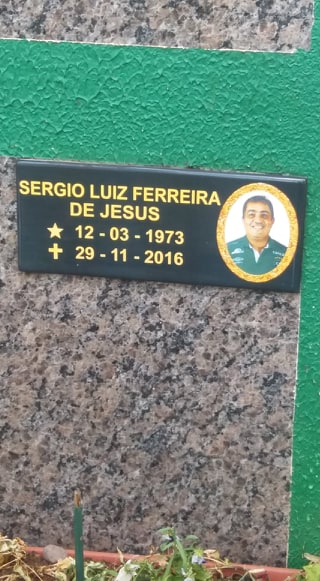
Sepultura de Sergio Luiz Ferreira de Jesus, no Cemitério Municipal de Chapecó

- Adriano Bitencourt
- Anderson Donizette Lucas
- Anderson Martins
- Anderson Paixão
- Cleberson Fernando da Silva
- Eduardo de Castro Filho
- Eduardo Preuss
- Gilberto Thomaz
- Luiz Carlos Sarolli (Caio Júnior)
- Luiz Cunha
- Luiz Felipe Grohs (Pipe Grohs)
- Marcio Koury
- Rafael Gobbato
- Sergio Luiz Ferreira de Jesus

#### Dirigentes e convidados
- Daví Barela Dávi
- Decio Filho
- Delfim de Pádua Peixoto Filho
- Edir De Marco
- Emersson Domenico
- Jandir Bordignon
- Mauro Bello
- Mauro Stumpf
- Nilson Folle Jr.
- Ricardo Porto
- Sandro Pallaoro

### Profissionais de imprensa
- André Podiacki (repórter, jornal Diário Catarinense)
- Ari de Araújo Jr. (repórter cinematográfico, Rede Globo)
- Bruno Mauri da Silva (técnico, RBS TV)
- Devair Paschoalon (Deva Pascovicci) (narrador, Fox Sports)
- Djalma Araújo Neto (cinegrafista, RBS TV)
- Douglas Dorneles (repórter esportivo, Rádio Chapecó)
- Edson Ebeliny (repórter esportivo, Rádio Super Condá)
- Fernando Doesse Schardong (narrador, Rádio Chapecó)
- Gelson Galiotto (narrador, Rádio Super Condá)
- Giovane Klein Victória (repórter, RBS TV)
- Guilherme Marques (repórter, Rede Globo)
- Guilherme van der Laars (produtor, Rede Globo)[59]
- Jacir Biavatti (comentarista, RICTV, Rádio Vang FM e Rádio Momento FM)
- Laion Espíndola (repórter, Rede Globo)
- Lilacio Pereira Jr. (coordenador de transmissões externas, Fox Sports)
- Mário Sérgio Pontes de Paiva (comentarista, Fox Sports)
- Paulo Júlio Clement (jornalista, Fox Sports)
- Rafael Henzel (jornalista, rádio Oeste Capital)
- Renan Agnolin (repórter, RICTV e rádio Oeste Capital)
- Rodrigo Santana Gonçalves (repórter cinematográfico, Fox Sports)
- Victorino Chermont (repórter, Fox Sports)

### Tripulação
- Alex Quispe
- Angel Lugo
- Erwin Tumiri (técnico da aeronave)
- Gustavo Encina
- Miguel Quiroga (piloto da aeronave)
- Ovar Goytia
- Romel Vacaflores (assistente de voo)
- Sisy Arias
- Ximena Suarez (auxiliar de voo)

## Reações e homenagens

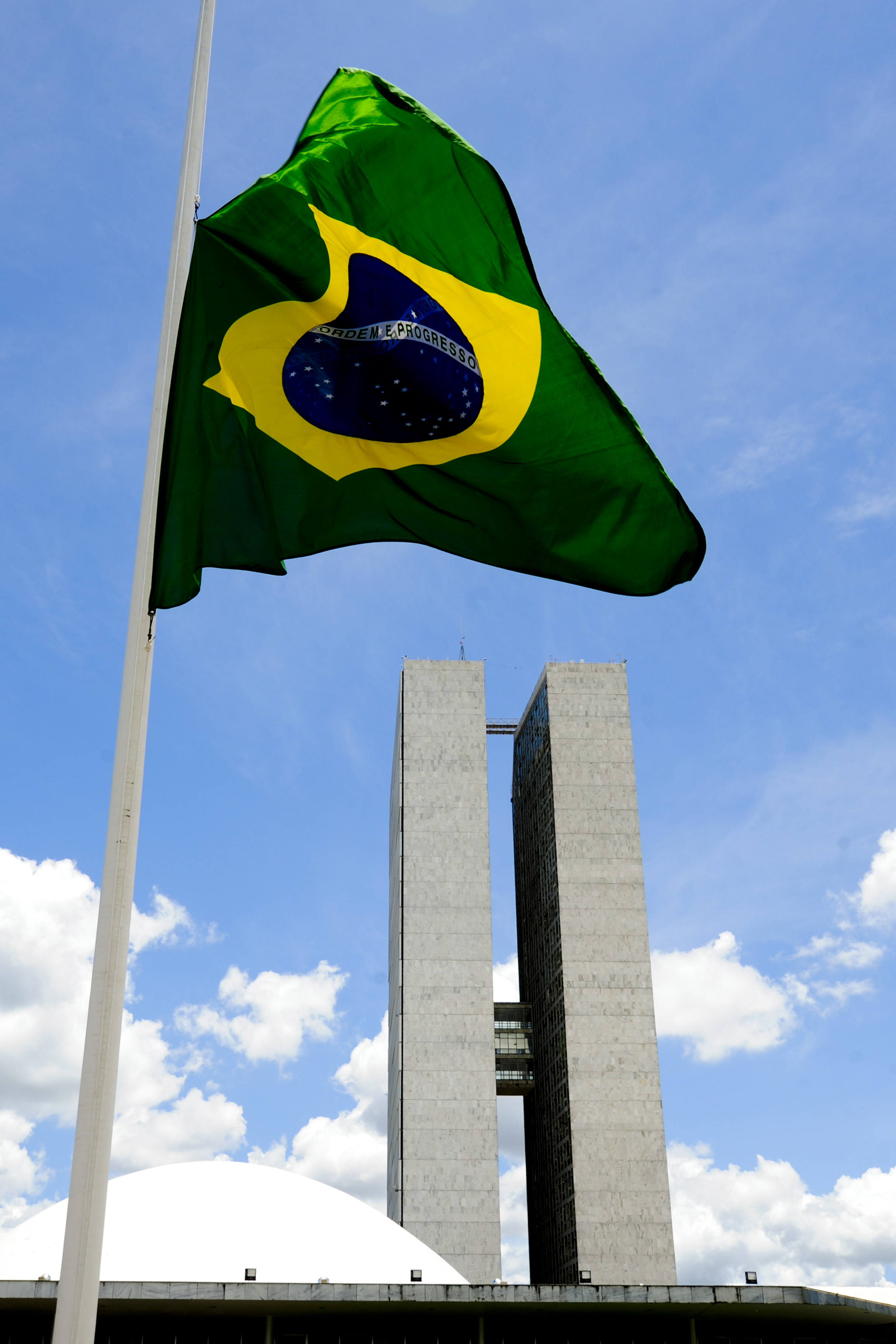
Bandeira do Brasil içada a meio-mastro diante do Congresso Nacional, em Brasília.

A Confederação Sul-Americana de Futebol cancelou a final da Copa Sul-Americana de 2016. A CBF adiou por uma semana a segunda partida da final da Copa do Brasil e a última rodada do Campeonato Brasileiro. O presidente Michel Temer decretou luto oficial no Brasil de três dias logo após a notícia do acidente. Alguns clubes brasileiros emitiram comunicados oficiais com a palavra de seus respectivos presidentes, em solidariedade à tragédia com a Chapecoense; lamentando o acidente, os dirigentes ainda informam a criação de “medidas solidárias” à Chapecoense, entre elas, a possibilidade de impedir o rebaixamento do clube catarinense pelas próximas três temporadas e o empréstimo de atletas para a temporada de 2017.
Por todo o mundo os principais jornais imediatamente repercutiram o acidente, bem como as principais redes de notícia de todos os países; logo redes como CNN e BBC e jornais como The New York Times, El País e Le Monde passaram a cobrir a tragédia. Já na manhã do dia 29 as redes sociais da mesma forma exibiram reações que de forma unânime manifestavam apoio às vítimas da tragédia; em suas contas pelo Twitter os atletas Pelé, Maradona, Messi e Neymar Jr., entre muitos outros, manifestaram pesar e solidariedade; os times de futebol de todo o mundo também usaram este meio para expressar o luto e apoio ao time brasileiro e às famílias das vítimas, bem como por meio de suas páginas oficiais; equipes como o Barcelona fizeram minuto de silêncio antes de seu treino na manhã daquele dia. Logo hashtags como "#forçachape" ou "#fuerzachape" se tornaram as trending topics em todo o mundo; o vídeo que exibia a equipe rezando unida tornou-se o mais compartilhado; a equipe contra quem jogaria a Chapecoense, Atlético Nacional, imediatamente também manifestou sua solidariedade e a intenção de ceder o título ao adversário vitimado.
Na noite do dia 29, vários monumentos ao redor do planeta se iluminaram na cor verde em homenagem à equipe catarinense; no Brasil, isto se deu no Palácio do Planalto, no Cristo Redentor, Elevador Lacerda e outros símbolos locais; a sede da Conmebol e no Obelisco de Buenos Aires; isto também ocorreu em vários estádios pelo mundo. A Rede Globo, no mesmo dia, durante o Jornal Nacional, exibiu um discurso do Galvão Bueno e encerrou a sua edição com 1 minuto de aplausos e as fotos da vítimas no fundo.

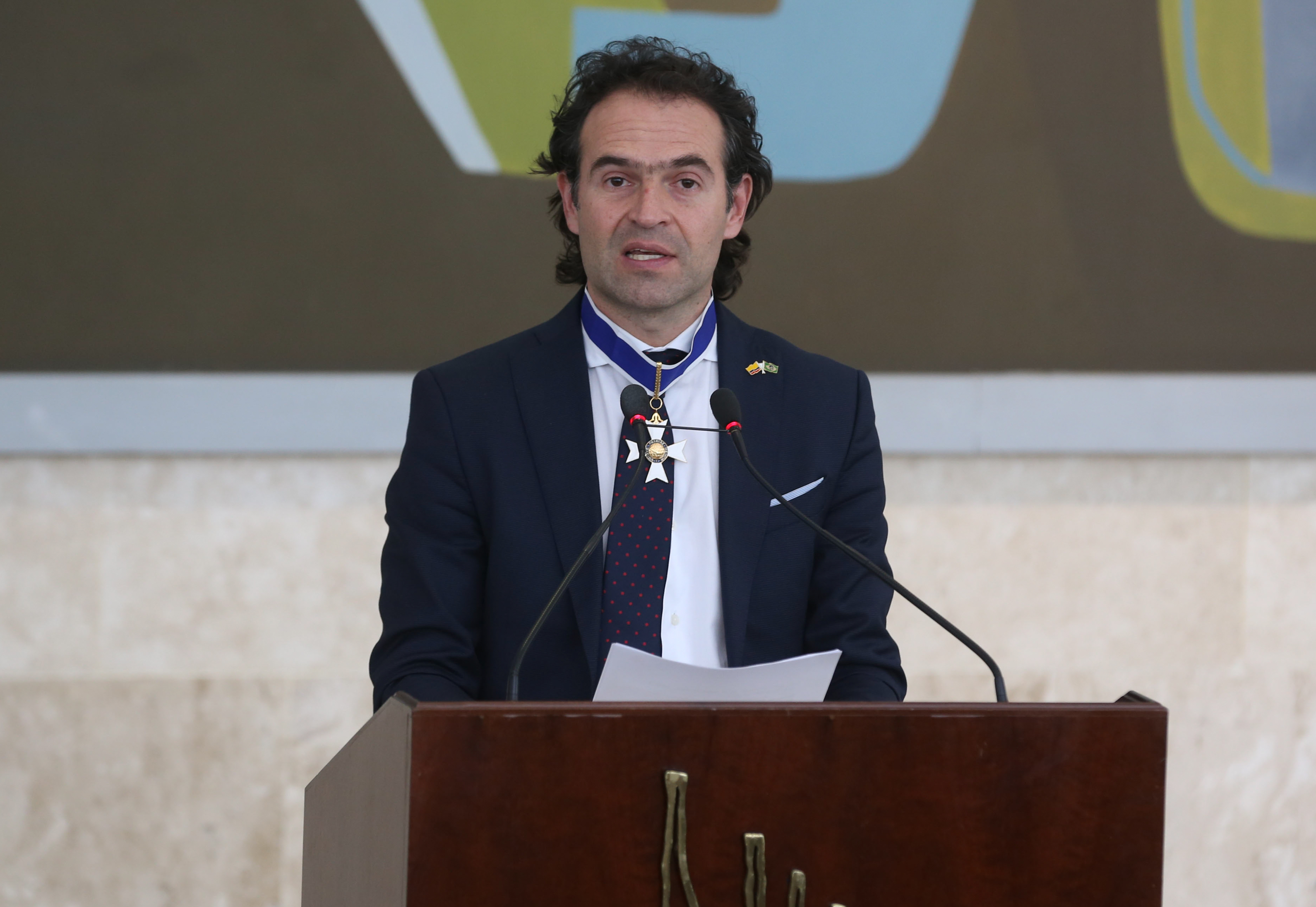
O então prefeito de Medellin, Federico Gutiérrez Zuluaga, recebe a Ordem de Rio Branco e a Ordem do Mérito da Defesa, em Brasília.

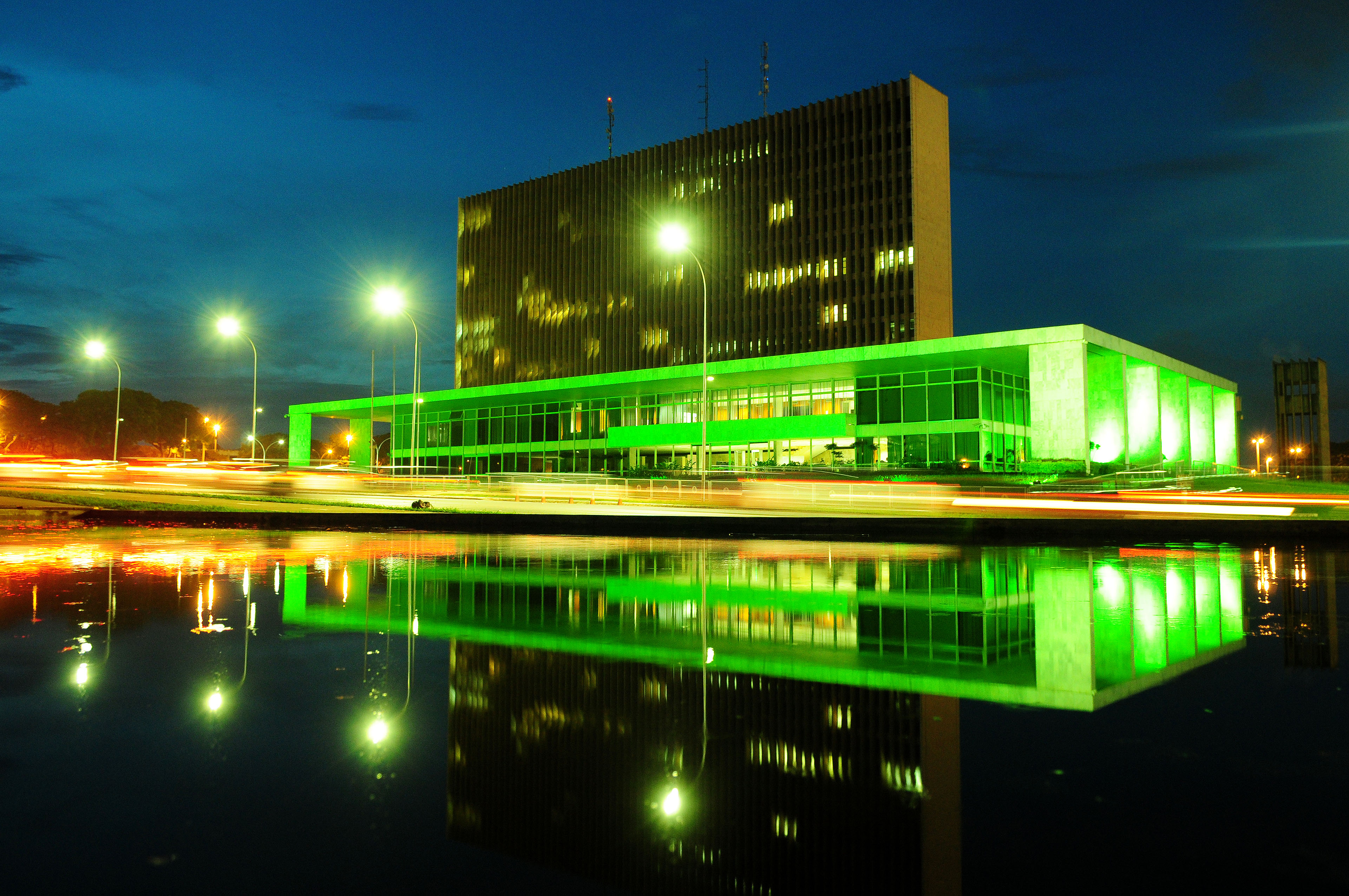
Palácio do Buriti, em Brasília, iluminado de verde em homenagem às vítimas do voo

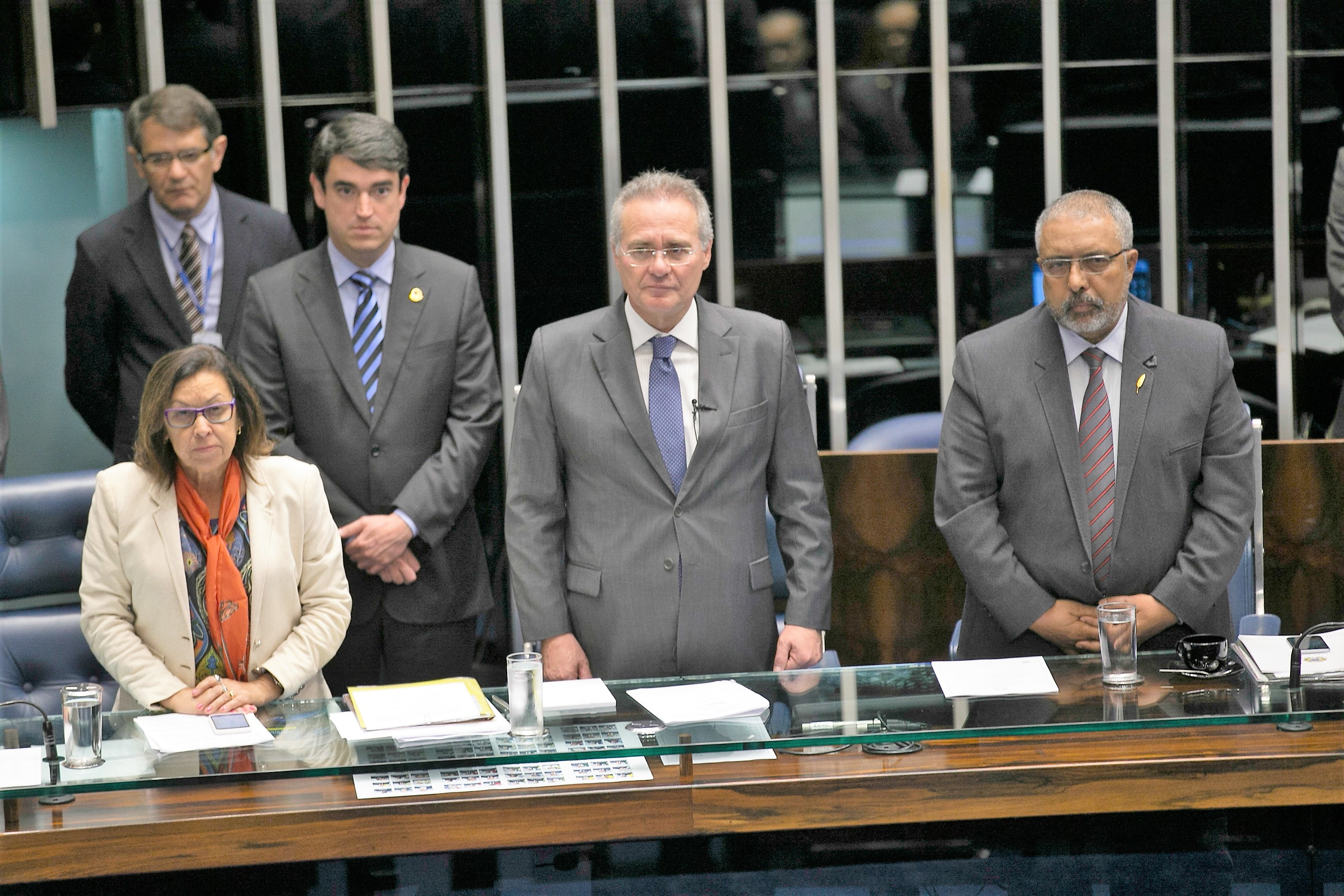
Senadores fazem minuto de silêncio pela tragédia com os jogadores da Chapecoense.

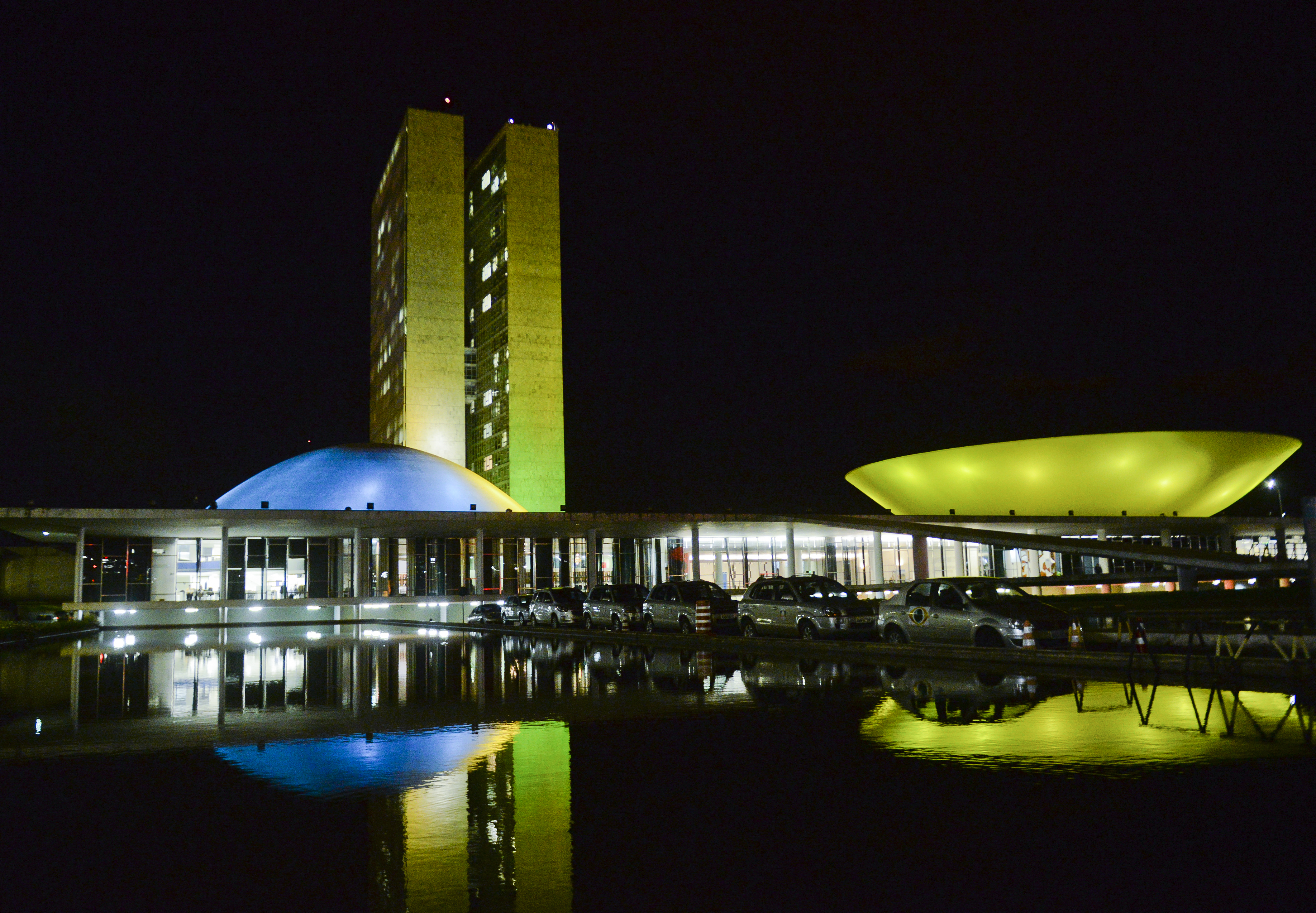
Palácio Nereu Ramos, sede do Congresso Nacional do Brasil, iluminado de verde e branco em homenagem às vítimas.

Em 30 de novembro, a Organização da Aviação Civil Internacional expressou condolências e declarou que estaria à disposição das autoridades para participar das investigações, caso fosse solicitado. No mesmo comunicado, lembrou que, conforme a Convenção de Chicago, as autoridades envolvidas na investigação têm trinta dias a partir da data do acidente para emitir um relatório preliminar, e doze meses para emitir o relatório final.
Ainda no dia 30 de novembro, no horário que seria disputada a Final da Copa Sul-Americana, o canal Fox Sports 1 entrou em silêncio no período que estava reservado para a transmissão do jogo. A tela ficou toda preta em sinal de luto, com a hashtag #90minutosdesilencio e um cronômetro para marcar o tempo que a cobertura da partida duraria. No Twitter, um usuário simulou uma partida intitulada "Final dos sonhos" e o assunto ficou entre um dos mais comentados nos trending topics na rede.
A direção da Fox na América Latina prestou uma homenagem aos seis jornalistas mortos dos canais Fox Sports. A diretoria do canal decidiu mudar seu logo e seu slogan. Do dia 4 de dezembro até o fim de 2017, o tradicional logo do canal contará com seis estrelas, cada uma delas representando cada um dos funcionários mortos. A homenagem não ficou restrita ao canal do Brasil. As demais filiais da emissora, em países como Argentina e México, por exemplo, tiveram adicionadas as estrelas acima de seu logo. O slogan do canal também mudou de torcemos juntos para sempre juntos.
A administração da cidade de La Unión autorizou em dezembro de 2016, a mudança do nome Cerro El Gordo, monte onde ocorreu o acidente, para Cerro Chapecoense.
Durante uma entrevista, Roberto Canessa, membro do time de rugby uruguaio que estava viajando para uma disputa em 1972 quando seu avião se acidentou no que ficou conhecido como desastre aéreo nos Andes, disse que gostaria de ajudar os sobreviventes do acidente.
Em 19 de dezembro de 2016, o prefeito de Chapecó em exercício, Luciano Buligon, através da lei municipal 6926, declarou a cidade de Medellín, cidade-irmã de Chapecó  e no dia 3 de abril de 2017, os prefeitos em exercício de Chapecó e Medellín, Luciano Buligon e Francisco Gutiérrez Zuluaga, assinaram a Declaração Conjunta de Cidades-irmãs para os dois municípios.

#### Partidas amistosas
Como forma de homenagear as vítimas da tragédia, e também vidando arrecadar fundos para ajudar financeiramente as famílias das vítimas, alguns amistosos foram marcados. O primeiro deles foi chamado de Jogo da Amizade: Brasil x Colômbia, que foi disputado em Janeiro de 2017, entre as Seleções da Colômbia e do Brasil. O Barcelona convidou a Chapecoense para disputar o tradicional Troféu Joan Gamper, em agosto de 2017. A equipe italiana do Torino, que também já foi vítima de um acidente aéreo (Tragédia de Superga), marcou um amistoso, que foi disputado em agosto de 2018, na cidade de Turim.

### Consequências oficiais
No dia 29 de novembro de 2016 a Direção Geral de Aeronáutica Civil da Bolívia expediu a Resolução Administrativa nº 716, suspendendo de forma imediata a autorização de operação da Lamia Corparatión SRL. Também como reação ao acidente, o Ministério das Obras Públicas daquele país, por seu titular Milton Claros, trocou toda a direção geral de aeronáutica civil. Neste mesmo dia 1º foi afastada a funcionária da AASANA, Celia Monasterio. Claros ainda disse que uma investigação foi aberta para apurar a concessão da licença à LaMia, bem como da situação da empresa, e que também os dirigentes da AASANA ficarão suspensos enquanto durarem as investigações.

### Filmes e documentários
Em maio de 2017, a Chapecoense e a produtora Trailer Ltda. entraram em um acordo para a produção de um documentário sobre o time, intitulado O milagre de Chapecó, posteriormente renomeado para Para sempre Chape. No final de 2017, porém, um imbroglio entre o clube, a produtora e familiares acabou barrando a exibição por descumprimento de contrato, já que o filme iria exibir imagens dos jogadores sem a autorização das famílias das vítimas. Resolvida a questão judicial, o filme finalmente foi liberado para ser lançado. A data de estreia foi prevista para 2 de agosto de 2018, com o nome Para sempre Chape.
Em 2018, a CNN em Espanhol produziu o documentário "Chapecoense: o lado obscuro da tragédia", que mostra aspectos até então inéditos da queda do avião. No Brasil, o documentário foi transmitido pela primeira vez no dia 8 de junho de 2018, no canal Esporte Interativo.
Em fevereiro de 2019, a história deste acidente foi reconstituída na 19.° temporada do documentário Air Crash Investigation (no Brasil, Mayday! Desastres Aéreos), do canal canadense National Geographic Channel, intitulado Football Tragedy (A Tragédia da Chapecoense).